# Рингис, Робертас
Ро́бертас Рингис (лит. Robertas Ringys; 2 сентября 1979) — литовский футболист, полузащитник.

## Биография

### Клубная карьера
За футбольную карьеру выступал за литовские клубы «Атлантас», «Жальгирис», «Каунас» и латвийский «Металлург» (Лиепая), также играл за клубы первого дивизиона «ЯР Клайпеда», «Полония» и «Банга».
В 2002 году сыграл три матча в Кубке Интертото за российский клуб «Крылья Советов», также провёл 25 матчей в турнире дублёров и забил 5 голов.
В 2013 году играл на любительском уровне за клайпедский «Балтай».

### Карьера в сборной
Выступал за юношескую и молодёжную сборную Литвы.
В первой сборной Литвы дебютировал 4 июля 2001 года в матче Кубка Балтии против Эстонии. Всего за национальную команду сыграл 4 матча.